# Bartłomiej Nowak
Bartłomiej Nowak (ur. 23 sierpnia 1823 w Jaksicach, zm. 20 stycznia 1890 w Bodzanowie) – społecznik i przywódca chłopski, pułkownik w czasie powstania styczniowego na Kujawach.

## Życiorys
Bartłomiej Nowak pochodził z rodziny chłopskiej, jego najbliższa rodzina mieszkała na terenie zaboru pruskiego i zaboru rosyjskiego (np. siostra  w Ułomiu).  Jako poddany  pruski przeszedł kampanię 1849 w Badenii. Służbę wojskową zakończył w stopniu podoficera. Około 1860 pojął za żonę wdowę w Słupach Dużych i w ten sposób został gospodarzem na terenie zaboru rosyjskiego. Jeszcze przed wybuchem powstania często przekraczał granicę obu zaborów, przewożąc z Prus paczki z książkami i prasą. Znał ziemian i chłopów w różnych miejscowościach Kujaw.
Pierwszy „czerwony” Rząd Narodowy mianował go po wybuchu powstania majorem, a potem  podpułkownikiem z misją zorganizowania samodzielnego oddziału partyzanckiego. Latem 1863 Nowak kilkakrotnie przybywał do Włocławka, utrwalał kontakty, poszukiwał sojuszników do realizacji planu zajęcia miasta. Po wejściu do rządu  stronnictwa białych w sierpniu 1863 otrzymał dymisję. Bartłomiej Nowak dotarł do Romualda Traugutta  na Smolnej w Warszawie, który przywrócił mu uprawnienia samodzielnego dowódcy w randze pułkownika.
Jesienią 1863 jego oddział pod Markowicami dokonał nieudanego zamachu na majora Schwartza – adiutanta księcia Emila von Wittgenstein, naczelnika wojennego kolei Warszawsko-Bydgoskiej. Pułkownik Nowak wielokrotnie przekraczał granicę rosyjsko-pruską przemycając broń i ochotników.
W marcu 1864 został aresztowany przez Prusaków przy próbie nielegalnego przekroczenia granicy w rejonie Sędzina. Nowaka przewieźli do więzienia w Inowrocławiu, a później do Berlina. Po procesie o zdradę stanu uwięziony został w Moabicie. Po roku więzienia dzięki interwencji pruskich posłów został zwolniony.
Pracował później jako karbowy i rządca w majątkach na terenie zaboru pruskiego. Po carskiej amnestii wrócił do Słupów. Po 1875 kupił gospodarstwo w okolicy Bodzanowa, gdzie zamieszkał wraz z rodziną. Do śmierci nie ustawał w pracy oświatowej, organizował tajne szkółki elementarne, propagował kółka rolnicze. Wspierał również osoby powracające z zesłania. Zmarł w 1890 roku na zapalenie płuc, którego nabawił się najprawdopodobniej doglądając wyrębu lasu jako zarządca folwarku. Według opowieści mieszkańców jego pogrzeb zamienił się w manifestację narodową. 

## Życie prywatne
Był dwukrotnie żonaty, z pierwszego małżeństwa miał dwóch synów: Michała i Józefa, a po śmierci pierwszej żony ożenił się z Anną Fabich vel Anną Wabiszewską, która urodziła trzy ich córki: Władysławę, Salomeę i Marcjannę. 

## Upamiętnienie
W broszurze „O roku 1863 na Kujawach i o Bartku Nowaku” Zdzisław Arentowicz (wnuk powstańca styczniowego) napisał: 

Jest rzeczą słuszną, aby mogiła Bartka Nowaka została uchroniona przed zniszczeniem czasu. Niech będzie jedną z tych mogił, które patrzącym na nią wysyłać będą ów tajemniczy, a mocny rozkaz – Idź i czyń!

Mogiła – obelisk z czerwonej cegły  Bartłomieja Nowaka znajdował się na cmentarzu w Byczynie. Na początku XXI w. zniszczony pomnik zastąpiony został nagrobkiem z lastryko. Nad grobem sprawuje patronat Szkoła Podstawowa w Byczynie.